# シーフレズ (デンマーク王)
シーフレズ（Sigfred）は、初期のデンマーク王とされている。彼の在位は780年代から790年代とされているが正確な日付けはわかっていない。ゴズフレズの父親とされている。
彼の父親はアンガンチュール（Angantyr）だと言われているが、アンガンチュールとシーフレズの在位期間には半世紀の空白があるため、信憑性が十分あるとは言えない。その間の王はわかっていない。